# Marc-André ter Stegen
Marc-André ter Stegen (pronunciación en alemán: /ˌmaʁk ʔanˈdʁeː teːɐ̯ ˈsteːɡn̩/; Mönchengladbach, Alemania, 30 de abril de 1992) es un futbolista alemán que juega de portero en el F. C. Barcelona de la Primera División de España, del cual es su primer capitán.

## Trayectoria

### Borussia Mönchengladbach

#### Temporada 2010-11
Ter Stegen comenzó su carrera en el equipo de su localidad: Borussia Mönchengladbach. En la primera mitad de la temporada 2010-11, se estableció como la estrella de su equipo de reserva, mientras que con frecuencia era visto en el banco de suplentes del primer equipo. Mientras disfrutaba de una temporada relativamente exitosa, no se podía decir lo mismo de sus compañeros del primer equipo. El equipo absoluto del Mönchengladbach aparentemente estaba fallando en sus esfuerzos por evitar el descenso, y el 14 de febrero de 2011, el entrenador Michael Frontzeck fue reemplazado por Lucien Favre, con el equipo desplazado a la parte inferior de la Bundesliga, habiendo acumulado solo 16 puntos después de 22 días de partido.
Los resultados del equipo pronto mejoraron, pero la forma errática del portero titular Logan Bailly frenaba al equipo. Si bien fue capaz de producir algunas actuaciones ganadoras como la que tuvo contra el Werder Bremen, estas fueron demasiado pocas y distantes entre sí, y con frecuencia tuvieron que ser canceladas por haber sido partidos poco inspiradores. Los fanáticos de Mönchengladbach se apresuraron a desacreditar al internacional belga aun mas, y algunos hasta lo acusaron de poner más esfuerzo en su carrera de modelo que en la de su fútbol. El progreso de Ter Stegen en el equipo de reserva no había pasado desapercibido por la afición, mientras que el nuevo técnico se veía inundado de demandas para que al nuevo joven prodigio en la liga, le dieran una oportunidad. Favre finalmente perdió la paciencia con Bailly y, el 10 de abril de 2011, lo relegó al banquillo de los suplentes a favor de Ter Stegen, para el partido contra el F. C. Colonia. El joven alemán no defraudó, mientras que la defensa hacia un despliegue de una solidez nunca antes vista. Debido a ese tipo de frecuentes actuaciones, es que Ter Stegen logro mantener su lugar en el primer equipo durante el resto de la temporada, logrando mantenerse cuatro partidos sin recibir ningún gol de cinco posibles en las últimas cinco jornadas, ya que Mönchengladbach solo evitó el descenso a través de los playoffs. Durante esta carrera, saltó a la fama con una exhibición de último hombre en pie contra el eventual campeón Borussia Dortmund, haciendo una serie de atajadas de clase mundial cuando Mönchengladbach aseguró una famosa victoria por 1-0.

#### Temporada 2011-12

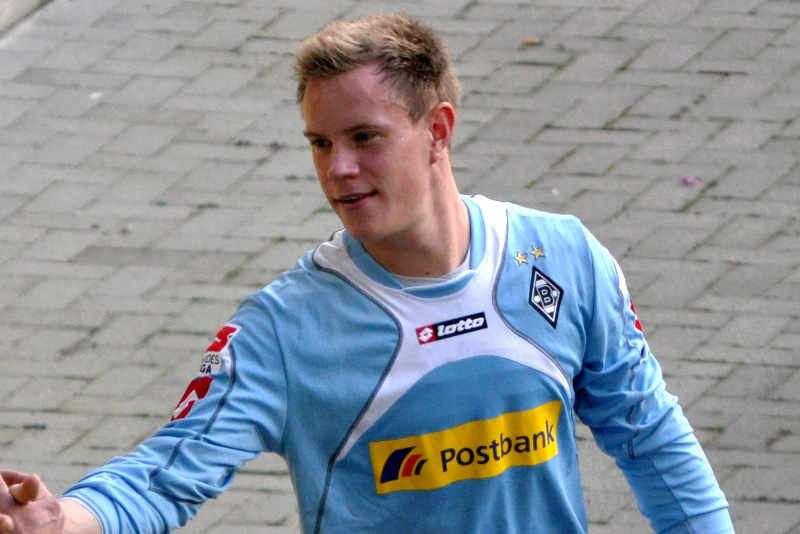
Ter Stegen con el Borussia Mönchengladbach en 2011.

El estatus de Ter Stegen como portero titular se consolidó cuando Bailly fue cedido al equipo suizo Neuchâtel Xamax FC y la camiseta número 1 fue delegada a Ter Stegen, que anteriormente había usado la 21.
Durante el mercado de transferencias de verano, el Bayern de Múnich había tenido éxito en su persecución prolongada del capitán del Schalke 04, Manuel Neuer. El internacional alemán debutó ante el Mönchengladbach de Ter Stegen en el Allianz Arena. Sin embargo, el partido no salió como los expertos predijeron, con Ter Stegen haciendo otra exhibición de inspiradas atajadas, mientras que su homólogo Neuer cometió el error que condenó al Bayern a una derrota por 1-0. Después de este partido, el Borussia Mönchengladbach se embarcó en un desafío por el título poco probable, con Ter Stegen y su compañero Marco Reus como inspiración para Mönchengladbach.

#### Temporada 2012-13
Tras las salidas de Reus al Borussia Dortmund y de Dante al Bayern de Múnich, Ter Stegen emergió como la principal estrella de Mönchengladbach para la temporada. Volvió a ser la primera opción, y en febrero de 2013, se informó que Ter Stegen habia firmado un preacuerdo con el club Barcelona de La Liga. El trato fue luego negado por él mismo.

#### Temporada 2013-14
Después de estar fuertemente ligado al Barcelona, Ter Stegen permaneció en Mönchengladbach para la nueva temporada. El 6 de enero de 2014, rechazó un nuevo acuerdo con el club, lo que generó especulaciones sobre su futuro. En el último partido en casa de esa temporada, con un notable triunfo por 3-1 ante el Maguncia 05 el 5 de mayo, Ter Stegen se despidió con lágrimas de alegría del Borussia Mönchengladbach.

### F. C. Barcelona

#### Temporada 2014-15

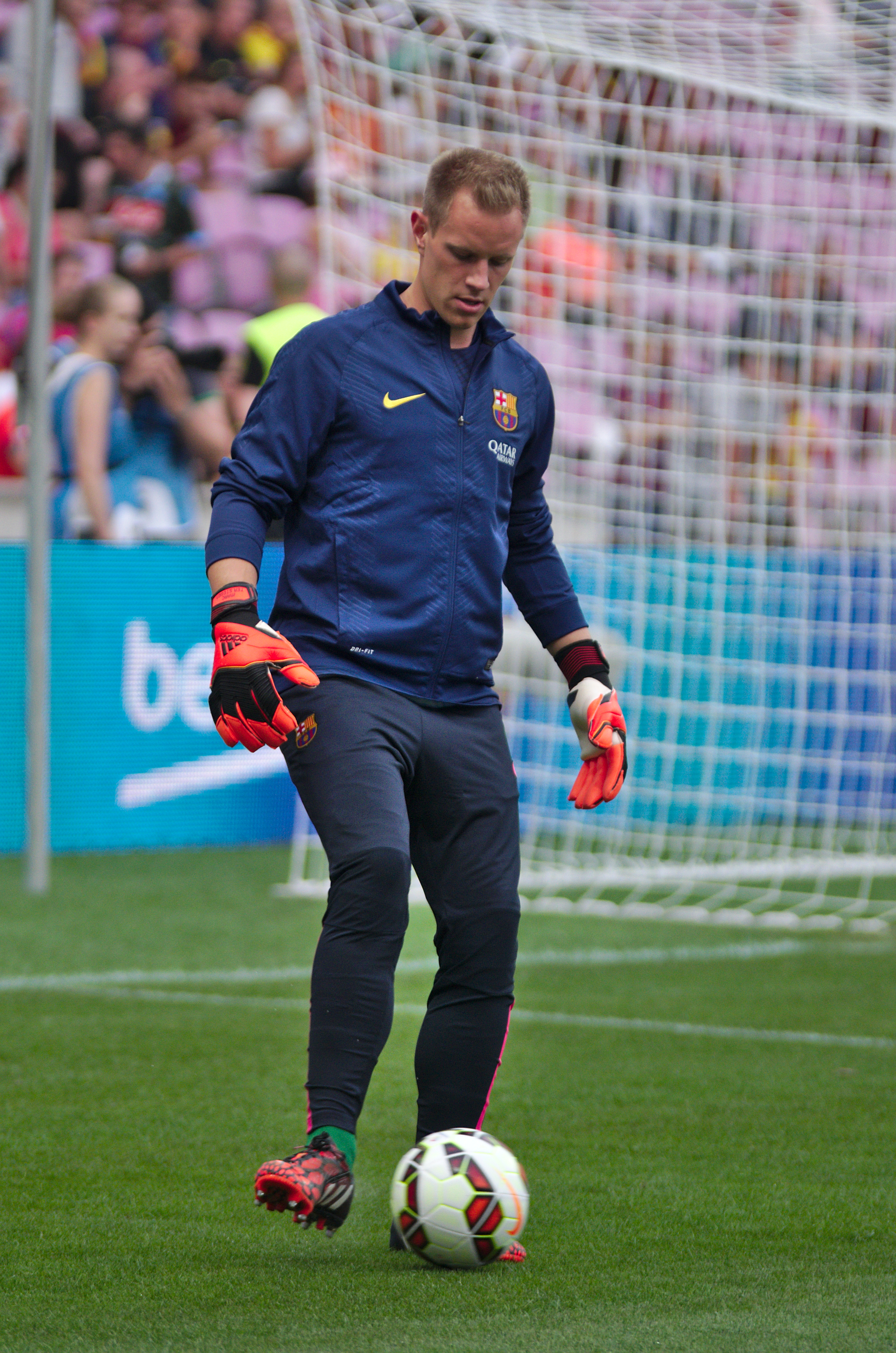
Ter Stegen calentando para el Barcelona en 2014

El 19 de mayo de 2014, Ter Stegen fue anunciado como nuevo portero del club español Barcelona, tras las salidas de Víctor Valdés y José Manuel Pinto, efectivas durante la ventana de fichajes de verano. El 22 de mayo de 2014, firmó un contrato de cinco años que lo mantendría en el club hasta junio de 2019. La tarifa de transferencia fue de 12 millones de euros (9.7 millones de libras), y la cláusula de rescisión se fijó en 80 millones de euros (63.6 millones de libras). Después de la mudanza, Ter Stegen dijo que unirse al club era la decisión correcta y que su objetivo era establecerse en el club.
Ter Stegen sufriría una lesión antes del primer partido de liga de la temporada. Debido a esta lesión, el técnico del Barcelona Luis Enrique convirtió a Claudio Bravo en el portero titular de la liga, donde pasaría a ganar el Trofeo Zamora. Ter Stegen, sin embargo, fue nombrado portero titular tanto en la Copa del Rey como en la Liga de Campeones de la UEFA. Hizo su debut en el último torneo el 17 de septiembre, manteniendo la portería a cero en la victoria en casa por 1-0 sobre el APOEL. Ayudó al Barcelona a ganar la final de la copa nacional en su primera temporada, una victoria por 3-1 contra el Athletic Club el 30 de mayo de 2015. Una semana después, jugó en la final de la Liga de Campeones en el Estadio Olímpico de Berlín, una victoria por 3-1 sobre la Juventus. Sin embargo, no jugó en absoluto en la campaña liguera victoriosa del equipo. Pero hizo contribuciones significativas en la Copa del Rey y en la Liga de Campeones. Ganó el premio a la "Mejor Atajada" por su espectacular parada en la "línea de gol" contra el Bayern de Múnich, en el partido de vuelta de la semifinal de la Liga de Campeones.

#### Temporada 2015-16
Su segunda temporada comenzó con la victoria en la Supercopa de Europa 2015 contra el Sevilla en Tiflis el 11 de agosto. Habiendo liderado 4-1, concedió tres goles más para enviar el partido a la prórroga, en la que Barcelona ganó 5-4. Hizo su debut en La Liga el 12 de septiembre de 2015 en un partido contra el Atlético de Madrid, que el Barcelona ganó 2-1.
En marzo de 2016, Ter Stegen dijo sobre el tema de la política de rotación de Luis Enrique: "A la larga, estos 25 partidos por temporada no son suficientes para mí. La decisión la toma el técnico. Espero que la calidad que he demostrado recientemente sea recompensada".

#### Temporada 2016-17
Ter Stegen se lesionó a principios de temporada, por lo que se perdió la Supercopa de España y los partidos de Liga. Se convirtió en el portero titular del Barcelona después de que Claudio Bravo se marchara al Manchester City el 25 de agosto de 2016. El 13 de septiembre de 2016, Ter Stegen cedió y detuvo un penalti de Moussa Dembélé que mantuvo el marcador en 1-0 y que finalmente llevó a la victoria por 7-0 del Barcelona ante el Celtic en la Liga de Campeones de la UEFA. El 2 de octubre de 2016, Ter Stegen tuvo un desempeño pobre cuando cometió dos errores cruciales, que le costaron al Barcelona el partido, ya que finalmente perdieron 4-3 contra el Celta de Vigo. Más tarde se disculpó y dijo que no cambiaría su estilo de juego. Más tarde recibió buenas críticas por su papel en el Barcelona 6-1 París Saint-Germain en la Champions League por recibir una falta crucial de Marco Verratti en la mitad de la oposición, lo que llevó al crucial gol de la victoria en el minuto 94 que mantuvo al Barcelona en la búsqueda de la Champions League. Como resultado, Barcelona se clasificó para los cuartos de final de la Liga de Campeones 2016-17. Ter Stegen demostró ser aún más decisivo en el segundo Clásico liguero de ese año al producir 12 paradas asombrosas en una victoria contra el Real Madrid, que mantuvo al Barcelona con vida en la carrera por la Liga mientras estaba a tres puntos del Real Madrid.

#### Temporada 2017-18
El 29 de mayo de 2017, Ter Stegen firmó un nuevo contrato con el Barcelona, manteniéndolo en el club hasta 2022, con su cláusula de rescisión elevada a 180 millones de euros.
El 14 de octubre de 2017, Ter Stegen hizo algunas paradas críticas, incluidos dos tiros bien colocados de Antoine Griezmann del Atlético de Madrid, en camino al empate 1-1 en el Wanda Metropolitano recién reconstruido, preservando el récord invicto del Barcelona en la temporada de La Liga 2017-18. El 28 de octubre de 2017, Ter Stegen realizó una exhibición fenomenal contra el Athletic de Bilbao en una eventual victoria por 2-0 para el Barcelona, negando a Aritz Aduriz de una posición de uno contra uno y produciendo un brillante esfuerzo de clavado del mismo oponente con cinco minutos restantes en el reloj. Al 20 de noviembre de 2017, Ter Stegen, asistido por la guía del entonces técnico Ernesto Valverde, junto con la buena forma de su compañero y defensa Samuel Umtiti, fue el responsable de que el Barcelona tuviera la menor cantidad de goles encajados de cualquier club entre los cinco grandes ligas de Europa, con solo cuatro recibidos. El 22 de noviembre de 2017, Ter Stegen salvó un disparo en el minuto 90 de Paulo Dybala de la Juventus, que fue similar a un disparo que había marcado contra Ter Stegen en la derrota de la Liga de Campeones de la temporada anterior. El resultado fue lo suficientemente bueno como para asegurar un empate y una primera posición en el Grupo D, clasificando al Barcelona para la fase eliminatoria de la Liga de Campeones de la 2017-18. En este punto, Ter Stegen había salvado 23 de sus últimos 24 tiros a puerta para un porcentaje de salvamento del 96 por ciento.
El 17 de abril de 2018, Ter Stegen capitaneó al Barcelona por primera vez en un empate 2-2 ante el Celta de Vigo en Balaídos en ausencia de los capitanes habituales Andrés Iniesta y Lionel Messi, este último titular en el banquillo.

#### Temporada 2018-19
El 12 de agosto, Ter Stegen comenzó con el Barcelona en la Supercopa de España 2018, en la que el club derrotó al Sevilla por 2-1 para ganar el título, y Ter Stegen hizo una parada de penalti tardía para asegurar la victoria.
Ter Stegen ganó su cuarto título de La Liga con el Barcelona y llegó a las semifinales de la Liga de Campeones de la UEFA 2018-19, donde su equipo fue eliminado de la competición tras perder 3-4 en el global contra el Liverpool, incluida una derrota 0-4 en Anfield en el partido de vuelta.

#### Temporada 2019-20
El 28 de septiembre de 2019, Ter Stegen ayudó a Luis Suárez para el primer gol en la victoria a domicilio por 2-0 sobre el Getafe, convirtiéndose en el primer portero del Barcelona en brindar una asistencia en La Liga en el siglo XXI. El 6 de octubre, Ter Stegen marcó su partido número 200 con el Barça con una portería a cero en la victoria en casa por 4-0 ante el Sevilla. Proporcionó otra asistencia el 7 de diciembre a Antoine Griezmann para el primer gol en la victoria en casa por 5-2 ante el Mallorca. Por primera vez en su carrera azulgrana, ter Stegen mantuvo cinco porterías a cero consecutivas. El quinto fue contra el Athletic de Bilbao en la victoria por 1-0 el 23 de junio de 2020. El 14 de agosto de 2020 jugó en la estrepitosa derrota por 2-8 contra el Bayern de Múnich en los cuartos de final de la Liga de Campeones de la UEFA 2019-20 en Lisboa.

#### Temporada 2020-21
Tras el final de la temporada anterior, se anunció que Ter Stegen había sido operado con éxito de la rodilla, lo que le mantendría alejado del equipo durante más de dos meses.
El 20 de octubre, Ter Stegen amplió su contrato con el Barcelona, que le mantendría en el club hasta el 30 de junio de 2025, con una cláusula de compra de 500 millones de euros.
El 24 de noviembre, Ter Stegen alcanzó su número 100 de imbatibilidad con el Barcelona en un partido de la fase de grupos de la Liga de Campeones contra el Dinamo de Kiev disputado en el Estadio Olímpico de Kiev en Kiev (4-0).
El 6 de enero de 2021, en una victoria liguera por 3-2 contra el Athletic de Bilbao en San Mamés, alcanzó los 250 partidos con el Barcelona en todas las competiciones, lo que le convirtió en el quinto portero con más partidos en la historia del club.

#### Temporada 2021-22
En el comienzo de temporada 2021-22 sería criticado por un prolongado muy bajo nivel, el Barça encajó gol seis veces en el primer disparo a puerta del rival con Ter Stegen en el marco. A 16 de noviembre, había encajado 18 goles en 14 partidos y solo dejó su arco a cero en cuatro ocasiones. El 8 de diciembre cometería fallos estrepitosos y nuevos errores en la derrota 3-0 con el Bayern Múnich por la Liga de Campeones. El 18 de diciembre de 2021 seguiría recibiendo tantos, viéndose comprometido en el primer gol visitante en la victoria 3-2 sobre el Elche C. F. por Liga. El 20 de enero de 2022 se vio seriamente involucrado en el segundo gol del Athletic Club, al final el Barcelona cayó 3-2 y terminó eliminado de la Copa del Rey 2021-22.
En febrero de 2022 siguió encajando en gran volumen, después de 23 jornadas el Barça llevaba 27 goles recibidos en Liga.

### Temporada 2024-25
El 22 de septiembre de 2024, ter Stegen se rompe el ligamento rotuliano en un partido ante el Villarreal, estando de baja aproximadamente durante 7 a 8 meses, perdiéndose gran parte de la temporada.

## Selección nacional

### Sub-17
Durante mayo de 2009, fue elegido como el portero titular para la selección alemana sub-17 que participaría en el Campeonato Europeo. Se desempeñó de buena forma en el torneo y logró junto a su equipo imponerse en la final por 2-1 del ante la Países Bajos coronándose campeones, además fue elegido junto al italiano Mattia Perin como uno de los dos mejores porteros del Campeonato. Después disputó la Copa Mundial de la misma categoría en Nigeria, pero el equipo fue eliminado en la segunda ronda por Suiza quienes finalmente se proclamarían campeones.

#### Torneos
| Torneo                      | Sede     | Resultado        |
| --------------------------- | -------- | ---------------- |
| Europeo Sub-17 de 2009      | Alemania | Campeón          |
| Copa Mundial Sub-17 de 2009 | Nigeria  | Octavos de final |

### Sub-21
El 29 de febrero de 2012 hizo su debut con la selección sub-21 en donde se impusieron por 1-0 en el enfrentamiento con la selección griega. A medida que pasaban los partidos, ter Stegen se iba convirtiendo en el portero habitual durante las clasificatorias para la Eurocopa 2015, disputando cuatro de los ocho encuentros durante la fase de grupos y jugando los dos partidos de play-off ante Ucrania en donde no recibió goles llevando a la clasificación de su selección.
Finalmente entra en la convocatoria para la disputa del Campeonato Europeo en República Checa, durante la fase de grupos fue el portero titular, Alemania acabaría clasificando a semifinales con cinco puntos al vencer a Dinamarca; y empatar con Serbia y la selección local. En la fase final del torneo se enfrentaron a Portugal quienes pasan por encima de los germanos goleando por 5-0 con Marc-André bajo los tres palos. De esta forma ter Stegen acabó su participación, aunque logrando concretar su pase a los Juegos Olímpicos de 2016.
| 1.  | 29 de febrero de 2012   | Erdgas Sportpark, Halle, Alemania          | Alemania        | 1 - 0 | Grecia      | Clasificatorias Eurocopa 2013 |
| 2.  | 9 de septiembre de 2013 | The Showgrounds, Sligo, Irlanda            | Irlanda         | 0 - 4 | Alemania    | Clasificatorias Eurocopa 2015 |
| 3.  | 11 de octubre de 2013   | BRITA-Arena, Wiesbaden, Alemania           | Alemania        | 2 - 0 | Montenegro  | Clasificatorias Eurocopa 2015 |
| 4.  | 15 de octubre de 2013   | Auestadion, Kassel, Alemania               | Alemania        | 3 - 2 | Islas Feroe | Clasificatorias Eurocopa 2015 |
| 5.  | 15 de noviembre de 2013 | Estadio Pod Goricom, Podgorica, Montenegro | Montenegro      | 1 - 1 | Alemania    | Clasificatorias Eurocopa 2015 |
| 6.  | 10 de octubre de 2014   | Tsentralnyi Stadion, Cherkasy, Ucrania     | Ucrania         | 0 - 3 | Alemania    | Clasificatorias Eurocopa 2015 |
| 7.  | 14 de octubre de 2014   | Stadion Essen, Essen, Alemania             | Alemania        | 2 - 0 | Ucrania     | Clasificatorias Eurocopa 2015 |
| 8.  | 17 de junio de 2015     | Generali Arena, Praga, República Checa     | Alemania        | 1 - 1 | Serbia      | Eurocopa 2015                 |
| 9.  | 20 de junio de 2015     | Eden Arena, Praga, República Checa         | Alemania        | 3 - 0 | Dinamarca   | Eurocopa 2015                 |
| 10. | 23 de junio de 2015     | Eden Arena, Praga, República Checa         | República Checa | 1 - 1 | Alemania    | Eurocopa 2015                 |
| 11. | 27 de junio de 2015     | Andrův stadion, Olomouc, República Checa   | Portugal        | 5 - 0 | Alemania    | Eurocopa 2015                 |

### Absoluta

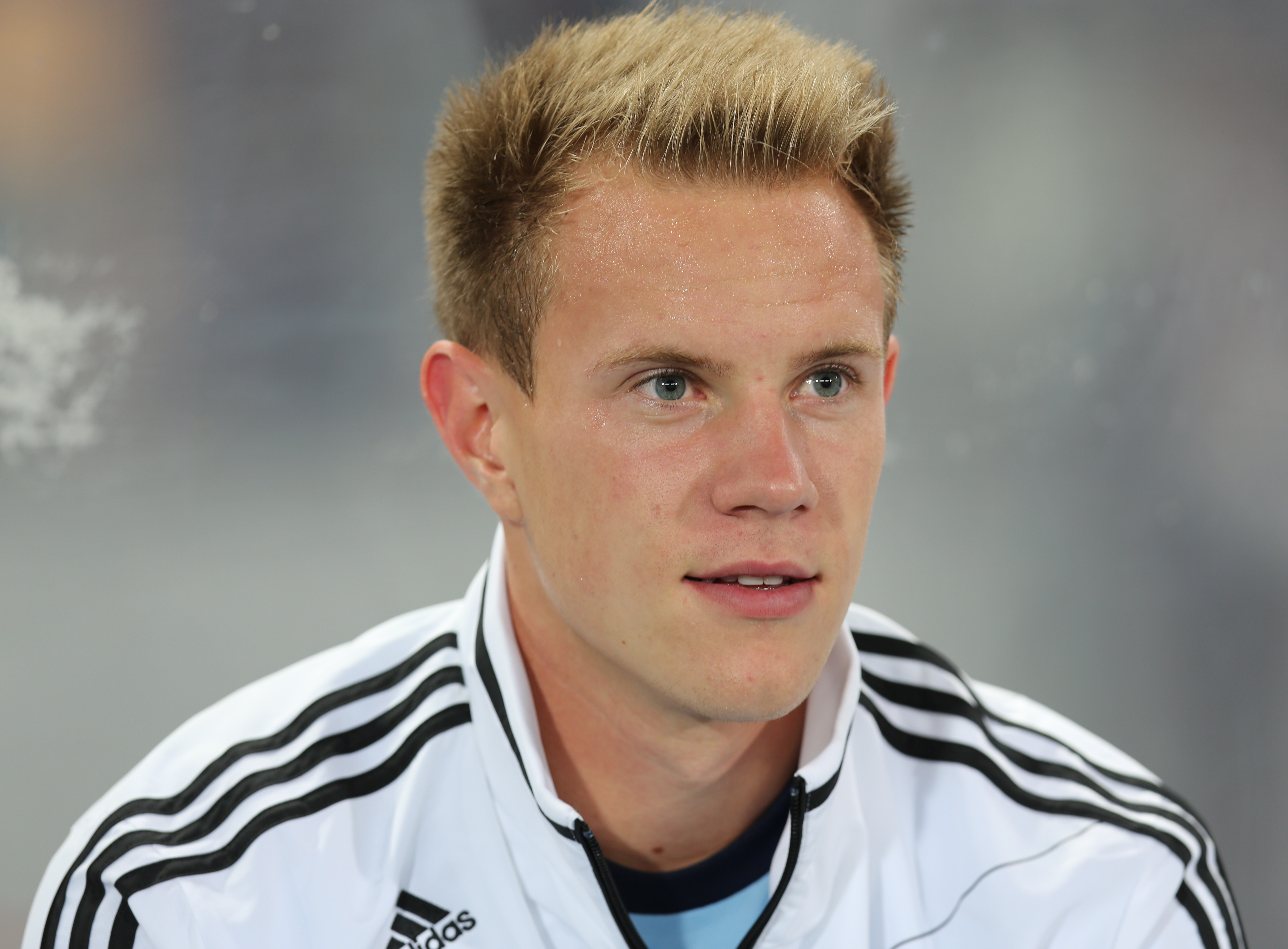
Ter Stegen, con la en 2012.

Joachim Löw lo incluyó en la lista de jugadores preliminar de la selección absoluta para la Eurocopa 2012. El 26 de mayo de 2012 en St. Jakob Park perdió ante Suiza por 3-5 en su debut como internacional. Löw anunció en mayo que ter Stegen no iba a estar en la lista definitiva que disputaría el campeonato. Completaría su segundo partido internacional el 15 de agosto de 2012 en Fráncfort, en un amistoso contra Argentina le tapó un penal a Lionel Messi (quien por primera vez no pudo convertir un penal con su selección nacional) lo que lo convirtió en la gran figura del partido a pesar de haber caído 3-1.
El 2 de junio de 2013, durante un amistoso contra Estados Unidos en Washington D. C., Höwedes le da un pase a Marc-André, pero este perdió el control del balón resultando en autogol. El partido terminaría con la victoria 4-3 para los norteamericanos.
La Eurocopa 2016 fue su primera convocatoria para un torneo final de selecciones a la que acudió como recambio del indiscutible Manuel Neuer.
Fue el guardameta titular en la Copa Confederaciones de 2017, conquistando por primera vez ese trofeo para la selección germana tras superar a Chile en la final. Su gran temporada le permitió ser convocado para el Mundial de Rusia 2018, no obstante, Joachim Löw optó por el veterano Neuer -lesionado casi toda la temporada- como guardameta titular. La selección germana fue eliminada en fase de grupos al caer ante Corea del Sur.

#### Partidos
| 1.  | 26 de mayo de 2012      | St. Jakob Park, Basilea, Suiza                               | Suiza             | 5 - 4 | Alemania   | Amistoso                           |
| 2.  | 15 de agosto de 2012    | Commerzbank-Arena, Fráncfort del Meno, Alemania              | Alemania          | 1 - 3 | Argentina  | Amistoso                           |
| 3.  | 2 de junio de 2013      | Robert F. Kennedy Memorial, Washington D. C., Estados Unidos | Estados Unidos    | 4 - 3 | Alemania   | Amistoso                           |
| 4.  | 13 de mayo de 2014      | Imtech Arena, Hamburgo, Alemania                             | Alemania          | 0 - 0 | Polonia    | Amistoso                           |
| 5.  | 11 de noviembre de 2016 | Estadio Olímpico, Serravalle, San Marino                     | San Marino        | 0 - 8 | Alemania   | Clasificación para el Mundial 2018 |
| 6.  | 10 de junio de 2017     | Grundig Stadion, Núremberg, Alemania                         | Alemania          | 7 - 0 | San Marino | Clasificación para el Mundial 2018 |
| 7.  | 22 de junio de 2017     | Kazán Arena, Kazán, Rusia                                    | Alemania          | 1 - 1 | Chile      | Copa Confederaciones 2017          |
| 8.  | 25 de junio de 2017     | Estadio Olímpico de Sochi, Sochi, Rusia                      | Alemania          | 3 - 1 | Camerún    | Copa Confederaciones 2017          |
| 9.  | 29 de junio de 2017     | Estadio Olímpico de Sochi, Sochi, Rusia                      | Alemania          | 4 - 1 | México     | Copa Confederaciones 2017          |
| 10. | 2 de julio de 2017      | Estadio Krestovski, San Petersburgo, Rusia                   | Chile             | 0 - 1 | Alemania   | Copa Confederaciones 2017          |
| 11. | 1 de septiembre de 2017 | Eden Arena, Praga, República Checa                           | República Checa   | 1 - 2 | Alemania   | Clasificación para el Mundial 2018 |
| 12. | 4 de septiembre de 2017 | Mercedes-Benz Arena, Stuttgart, Alemania                     | Alemania          | 6 - 0 | Noruega    | Clasificación para el Mundial 2018 |
| 13. | 5 de octubre de 2017    | Windsor Park, Belfast, Irlanda del Norte                     | Irlanda del Norte | 1 - 3 | Alemania   | Clasificación para el Mundial 2018 |

#### Torneos
| Torneo                              | Sede     | Resultado        |
| ----------------------------------- | -------- | ---------------- |
| Eurocopa 2016                       | Francia  | Semifinales      |
| Copa Confederaciones 2017           | Rusia    | Campeón          |
| Copa Mundial 2018                   | Rusia    | Primera fase     |
| Copa Mundial 2022                   | Catar    | Primera fase     |
| Eurocopa 2024                       | Alemania | Cuartos de final |
| Liga de Naciones de la UEFA 2024-25 | Alemania | 4.º puesto       |

## Estilo de juego
Ter Stegen ha sido descrito como un portero alto, ágil y consistente, con reflejos rápidos, buena toma de decisiones y excelente habilidad para parar tiros entre los postes; también es fuerte en el aire, bueno en situaciones de uno a uno y eficaz en la comunicación con su línea de fondo, cortesía de su fuerte personalidad. Debido a su habilidad para leer el juego y la velocidad al salir corriendo de su línea, es capaz de anticipar a los oponentes fuera del área que han vencido la trampa del fuera de juego. Al ser muy competente con el balón en los pies, es conocido por su control y distribución precisa del balón y, a menudo, funciona como portero-líbero debido a su capacidad para sacar el balón desde atrás. Además, posee una buena técnica fundamental de portería y un fuerte sentido posicional. Considerado como un jugador muy prometedor en su juventud, desde entonces se ha establecido como uno de los mejores porteros del fútbol mundial.

## Estadísticas

### Clubes
Actualizado al último partido disputado el 3 de mayo de 2025.
| Borussia Mönchengladbach II · Alemania | 4.ª           | 2009-10       | 3   | 4   | —  | —  | —   | —   | 3   | 4   |
| Borussia Mönchengladbach II · Alemania | 4.ª           | 2010-11       | 15  | 19  | —  | —  | —   | —   | 15  | 19  |
| Borussia Mönchengladbach II · Alemania | Total club    | Total club    | 18  | 23  | 0  | 0  | 0   | 0   | 18  | 23  |
| Borussia Mönchengladbach · Alemania | 1.ª           | 2010-11       | 8   | 4   | 0  | 0  | —   | —   | 8   | 4   |
| Borussia Mönchengladbach · Alemania | 1.ª           | 2011-12       | 34  | 24  | 5  | 2  | —   | —   | 39  | 26  |
| Borussia Mönchengladbach · Alemania | 1.ª           | 2012-13       | 34  | 47  | 2  | 1  | 9   | 15  | 45  | 63  |
| Borussia Mönchengladbach · Alemania | 1.ª           | 2013-14       | 34  | 43  | 1  | 0  | —   | —   | 35  | 43  |
| Borussia Mönchengladbach · Alemania | Total club    | Total club    | 110 | 118 | 8  | 3  | 9   | 15  | 127 | 136 |
| F. C. Barcelona · España | 1.ª           | 2014-15       | 0   | 0   | 8  | 5  | 13  | 11  | 21  | 16  |
| F. C. Barcelona · España | 1.ª           | 2015-16       | 7   | 7   | 8  | 8  | 11  | 12  | 26  | 27  |
| F. C. Barcelona · España | 1.ª           | 2016-17       | 36  | 33  | 1  | 2  | 9   | 12  | 46  | 47  |
| F. C. Barcelona · España | 1.ª           | 2017-18       | 37  | 28  | 2  | 5  | 9   | 6   | 48  | 39  |
| F. C. Barcelona · España | 1.ª           | 2018-19       | 35  | 32  | 3  | 2  | 11  | 9   | 49  | 43  |
| F. C. Barcelona · España | 1.ª           | 2019-20       | 36  | 36  | 2  | 1  | 8   | 13  | 46  | 50  |
| F. C. Barcelona · España | 1.ª           | 2020-21       | 31  | 32  | 6  | 9  | 5   | 9   | 42  | 50  |
| F. C. Barcelona · España | 1.ª           | 2021-22       | 35  | 34  | 2  | 6  | 12  | 17  | 49  | 56  |
| F. C. Barcelona · España | 1.ª           | 2022-23       | 37  | 18  | 5  | 7  | 7   | 14  | 50  | 39  |
| F. C. Barcelona · España | 1.ª           | 2023-24       | 28  | 27  | 0  | 0  | 8   | 10  | 36  | 37  |
| F. C. Barcelona · España | 1.ª           | 2024-25       | 7   | 6   | 0  | 0  | 1   | 2   | 8   | 8   |
| F. C. Barcelona · España | Total club    | Total club    | 290 | 255 | 37 | 45 | 94  | 115 | 421 | 413 |
| Total carrera | Total carrera | Total carrera | 418 | 394 | 45 | 48 | 103 | 128 | 566 | 570 |
| (1) Incluye datos de Copa de Alemania (2010-2014), Copa del Rey (2014-act.) y Supercopa de España (2015-act.). (2) Incluye datos de Liga de Campeones de la UEFA (2012-act.), Liga Europa de la UEFA (2012-2023), Copa Mundial de Clubes de la FIFA (2015) y Supercopa de Europa (2015). (3) Hace referencia a goles encajados. |               |               |     |     |    |    |     |     |     |     |

## Palmarés

### Títulos nacionales
| Título                     | Club            | País   | Año     |
| -------------------------- | --------------- | ------ | ------- |
| Primera División de España | F. C. Barcelona | España | 2014-15 |
| Copa del Rey               | F. C. Barcelona | España | 2014-15 |
| Primera División de España | F. C. Barcelona | España | 2015-16 |
| Copa del Rey               | F. C. Barcelona | España | 2015-16 |
| Supercopa de España        | F. C. Barcelona | España | 2016    |
| Copa del Rey               | F. C. Barcelona | España | 2016-17 |
| Copa del Rey               | F. C. Barcelona | España | 2017-18 |
| Primera División de España | F. C. Barcelona | España | 2017-18 |
| Supercopa de España        | F. C. Barcelona | España | 2018    |
| Primera División de España | F. C. Barcelona | España | 2018-19 |
| Copa del Rey               | F. C. Barcelona | España | 2020-21 |
| Supercopa de España        | F. C. Barcelona | España | 2023    |
| Primera División de España | F. C. Barcelona | España | 2022-23 |
| Supercopa de España        | F. C. Barcelona | España | 2025    |
| Copa del Rey               | F. C. Barcelona | España | 2024-25 |
| Primera División de España | F. C. Barcelona | España | 2024-25 |

### Títulos internacionales
| Título                            | Club (*)        | País     | Año     |
| --------------------------------- | --------------- | -------- | ------- |
| Campeonato de Europa Sub-17       | Alemania sub-17 | Alemania | 2009    |
| Liga de Campeones de la UEFA      | F. C. Barcelona | Alemania | 2014-15 |
| Supercopa de Europa               | F. C. Barcelona | Georgia  | 2015    |
| Copa Mundial de Clubes de la FIFA | F. C. Barcelona | Japón    | 2015    |
| Copa FIFA Confederaciones         | Alemania        | Rusia    | 2017    |

(*) Incluyendo la selección.

### Distinciones individuales
| Distinción                                        | Año     |
| ------------------------------------------------- | ------- |
| Medalla Fritz Walter - Bronce (sub-17)            | 2009    |
| Medalla Fritz Walter - Oro (sub-19)               | 2011    |
| Mejor portero de la Bundesliga                    | 2012    |
| Equipo ideal de la Liga de Campeones de la UEFA   | 2015    |
| Mejor Jugador en la Final de Copa Confederaciones | 2017    |
| Equipo del año UEFA                               | 2018    |
| 6.º Mejor portero del mundo según la IFFHS        | 2018    |
| Nominado al Portero del año de la UEFA            | 2019    |
| Nominado al Trofeo Yashin                         | 2019    |
| 2.º Mejor portero del mundo según la IFFHS        | 2019    |
| Ganador del Trofeo Zamora                         | 2022-23 |
| Ganador del Trofeo Alfredo Di Stéfano             | 2022-23 |

## Vida personal
Ter Stegen nació en Mönchengladbach, Renania del Norte-Westfalia. Es de ascendencia neerlandesa a través de su padre. Se casó con su novia de toda la vida, Daniela Jehle, en Sitges, cerca de Barcelona. El 28 de diciembre de 2019, su esposa dio a luz a su primer hijo, Ben. El 1 de febrero de 2024, su esposa dio luz a su segundo hijo, Tom. El 6 de marzo de 2025, la pareja anuncia su separación.

## Filmografía
- Reportaje sobre ter Stegen en Fiebre Maldini (2017)